# Caradrina argentea
Caradrina argentea là một loài bướm đêm trong họ Noctuidae.